# 395 km (obwód riazański)
395 km (ros. 395 км) – przystanek kolejowy w miejscowości Tairowka, w rejonie sasowskim, w obwodzie riazańskim, w Rosji. Położony jest na linii Moskwa – Riazań – Samara.